# Anypodetus unicolor
Anypodetus unicolor (лат.) — вид ктырей рода Anypodetus из подсемейства Laphriinae. Южная Африка.

## Распространение
Южная Африка: Зимбабве, Мозамбик, ЮАР.

## Описание
Мухи среднего размера. Этот вид отличается от близких видов наличием апикальных скутеллярных макрощетинок, полностью серым опушенным скутеллумом и двумя чёрными медиальными макросетами латерально на брюшных тергитах 2—5. Пульвиллы отсутствуют, скапус с длинными макрощетинками. Известен только из восточной части Южной Африки, южного Мозамбика и юго-восточного Зимбабве. Умеренно часто наблюдаемый и собираемый вид, известный по 44 экземплярам из 15 коллекций, собранных в период 1913—1990 годов. Вид встречается в очаге биоразнообразия Мапуталанд-Пондоланд-Олбани, но не является эндемичным. Взрослые мухи активны с весны до конца лета (сентябрь—март). Известно об одном типе добычи: комары-звонцы (Chironomidae, Diptera).